# Discocyrtus perfidus
Discocyrtus perfidus is een hooiwagen uit de familie Gonyleptidae.